# Розенхайн, Якоб
Якоб Розенхайн (нем. Jakob Rosenhain, в старых русских источниках Яков Розенгайн; 2 декабря 1813, Мангейм — 21 марта 1894, Баден-Баден) — немецкий музыкант, пианист, композитор классической музыки и музыкальный педагог. Брат Эдуарда Розенхайна.

## Биография
Еврейского происхождения, сын банкира. Дебютировал как пианист в возрасте 11 лет. Учился у Якоба Шмита, затем изучал композицию под руководством Франца Ксавера Шнидер фон Вартензе и Яна Вацлава Каливоды.
Удачно дебютировал в 1834 году одноактной пьесой-оперой «Визит в дом умалишённых» (нем. Der Besuch im Irrenhause). В 1837 году совершил продолжительную гастрольную поездку по Европе, выступив как солист с Лондонским филармоническим оркестром.
Сотрудничал с Иоганном Баптистом Крамером в создании фирмы Cramer & Co., изготавливавшей фортепиано и выпускавшей музыкальную литературу на протяжении 140 лет. Дружил с Феликсом Мендельсоном.
С 1849 года жил в Париже, где руководил собственной музыкальной школой. В 1870 году, в преддверии Франко-прусской войны, вынужден был вернуться в Германию.
Из композиций Розенхайна наибольшей популярностью пользовались его симфонии, в особенности «Im Fruhling».

## Избранные музыкальные сочинения
Оперы
- Der Besuch in Irrenhause (1834)
- Liswenna (1835)
- Le Démon de la Nuit (1851); Liswenna rewritten
- Volage et Jaloux (1863)

Оркестровая музыка
- Symphony No. 1 in G minor, op. 42
- Symphony No. 2 in F minor, op. 43
- Symphony No. 3 «Im Frühling», op. 61

Камерная музыка
- Квартет для фортепиано с оркестром, op. 1
- Соната ми мажор для фортепиано с виолончелью или скрипкой, op. 38
- Соната для фортепиано фа минор, op. 44
- Симфоническая соната фа минор (Соната для фортепиано № 2), Op.70 (1887)
- Соната для фортепиано (No.3?) , Op.74 (опубликовано 1886)
- 3 струнных квартета, Op. 55, 57, 65 (опубликовано 1864)
- Соната ре минор для виолончели с фортепиано, op. 98
- оната ре минор для альта и фортепиано (опубликовано 1893)
- Четыре фортепианных трио